# Râul Valea Verde, Coșuștea
Râul Valea Verde este un curs de apă, afluent al râului Coșuștea. 